# Masahiko Nishi
Masahiko Nishi (jap. 西 成彦 Nishi Masahiko; ur. 1955 w prefekturze Okayama, w Japonii) – japoński historyk, tłumacz i krytyk literatury, komparatysta, polonista, japonista, profesor Uniwersytetu Ritsumeikan w Kioto. 
Profesor Nishi jest najwybitniejszym w Japonii znawcą pisarstwa Witolda Gombrowicza, autorem wielu poświęconych mu prac. W 2004 przełożył na język japoński Trans-Atlantyk. Jest także autorem pracy: Jidysz. Migracja literatury (wyd. 1995). Od lat zajmuje się badaniem historii literatury w języku jidysz.